# 빈센트 권
카운/권 빈센테(カウン・ヴィセンテ, Kaun Vicente, 1579년 ~ 1626년 6월 20일) 또는 빈센시우스 카운(라틴어: Vincentius Caun)은 조선 출신의 천주교 기리시탄 신자로 1626년 6월 20일 일본 나가사키 니시자카(西坂)에서 십자가에 묶인 채 화형을 당해 순교했다. 임진왜란때 고니시 유키나가의 부하 장수중 한명이었던 시키 시게쓰네(志岐 鎮経)의 영지(지금의 일본 구마모토현 아마쿠사군 레이호쿠정 시키)로 끌려갔으며 마침 1590년에 일본으로 와 그곳 영지 교회장의 예수회 소속이자 스페인 출신 신부였던 페드로 모레혼(Pedro Morejón, 1562-1639)으로부터, 당시 조선인으로서는 처음으로 세례를 받은 이승훈보다 약 200년 앞선 1592년에 세례를 받았다고 한다.

## 같이 보기
- 그레고리오 세스페데스
- 프란치스코 하비에르
- 안토니오 코레아(안토니오 꼬레아)
- 오타 주리아(줄리아 오타아)
- 일본 로마가톨릭의 역사